# عرق الوادي
عرق الوادي أو (حزم سبيع) كثبان رملية واسعة، تقع ضمن منطقة الرياض ومنطقة عسير بالمملكة العربية السعودية، تبلغ مساحتها 6,000 كم2، وتمثل 1% من مجمل التجمعات الرملية في المملكة.
وتقع إلى الشمال من حوض وادي الدواسر، ويبدو أنها طمرت بعض أجزائه٬ وتكتسب أهميتها بقربها من مركز الاستيطان الرئيس في المنطقة٬ وهي تتسع في الشرق مكونة عددًا من العروق الرملية التي تتصل بعضها ببعض في الغرب.